# Stiftung Hensoltshöhe
Koordinaten: 49° 7′ N, 10° 46′ O

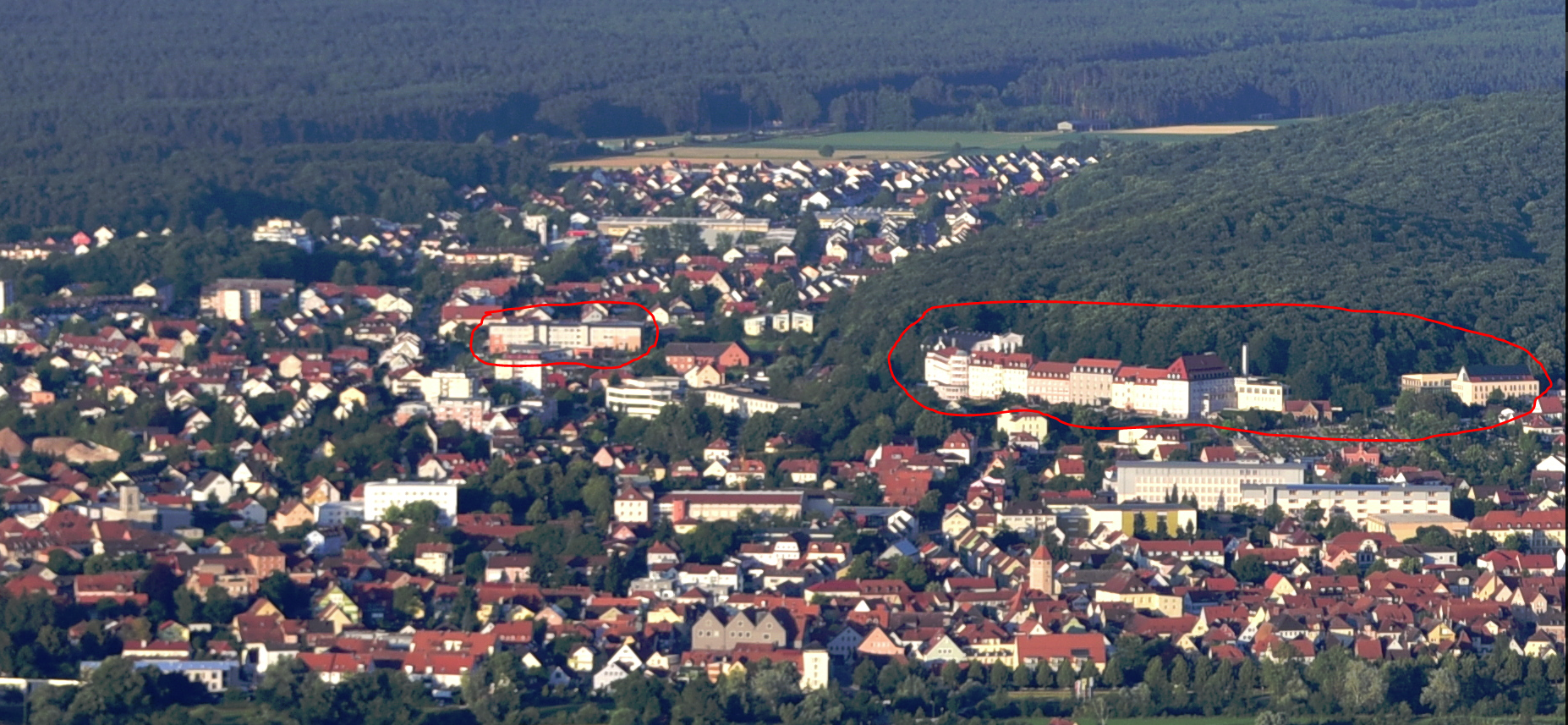
Gunzenhausen aus dem Westen mit Hensoltshöhe: rechts eingekreist Mutterhaus, Klinik, Säle, links eingekreist Schule, Fachakademie, Sonnenhof

Die Stiftung Hensoltshöhe ist ein evangelisch geprägtes Diakoniewerk und ein Geistliches Zentrum mit Hauptsitz in Gunzenhausen, Mittelfranken, Bayern. Sie geht auf eine Gründung im Jahr 1909 zurück. Das Geistliche Zentrum der Stiftung Hensoltshöhe ist in die Evangelisch-Lutherische Kirche in Bayern eingegliedert.

## Tragende Personen

### Schwesternschaft der Diakonissen
Über viele Jahrzehnte war wesentliches und tragendes Element der Hensoltshöhe die Schwesternschaft ihrer Diakonissen. Diese haben sich individuell zu einem ehelosen und einfachen Leben gemeinschaftlich mit anderen Diakonissen und zum Dienst an der Gemeinschaft verpflichtet. Den Dienst an der Gemeinschaft erbringen sie unter Verzicht auf persönliches Einkommen im Rahmen ihrer beruflichen Tätigkeit teils bis ins hohe Alter. Sie wohnen großenteils in den Liegenschaften der Hensoltshöhe und sind im Arbeitsleben und auch danach dort in deren verschiedenen Funktionen bzw. Einrichtungen eingesetzt. Neben den praktischen Obliegenheiten hat die Schwesternschaft sich auch einen glaubensverkündenden und missionarischen Auftrag gegeben. Die im Alter unterstützungs- und pflegebedürftigen Diakonissen der Hensoltshöhe wohnen im sog. „Feierabendheim“ in Büchelberg fünf Kilometer nördlich Gunzenhausens.

### Angestellte, Ehrenamt
Da die Zahl der Diakonissen stark rückläufig ist, werden viele ihrer früheren Aufgaben heute von Angestellten und von ehrenamtlich tätigen Personen wahrgenommen.

## Geschichte
Die Geschichte der Hensoltshöhe steht auch im Kontext der evangelischen Diakoniebewegung und der Gemeinschaftsbewegung, die im 19. und frühen 20. Jahrhundert. Vergleichbare Einrichtungen waren zuvor schon entstanden, etwa das Mutterhaus Kaiserswerth, das Mutterhaus Neuendettelsau und das Diakonissen-Mutterhaus in Vandsburg im damaligen Westpreußen, das Stamm-Mutterhaus des Deutschen Gemeinschafts-Diakonieverbandes.

### Name
„Hensoltshöhe“ war der Name einer Ausflugsgaststätte am früheren östlichen Stadtrand von Gunzenhausen. Sie war nach Leonhard Hensolt, einem früheren Bürgermeister Gunzenhausens, benannt, der Mitte des 19. Jahrhunderts die Gründung der Gartenwirtschaft förderte. Das Gaststättengebäude bildete nach seiner Umwidmung das erste Gebäude der heutigen Institution Hensoltshöhe und gab ihr seinen Namen.

### Gründungsphase 1903 bis 1909

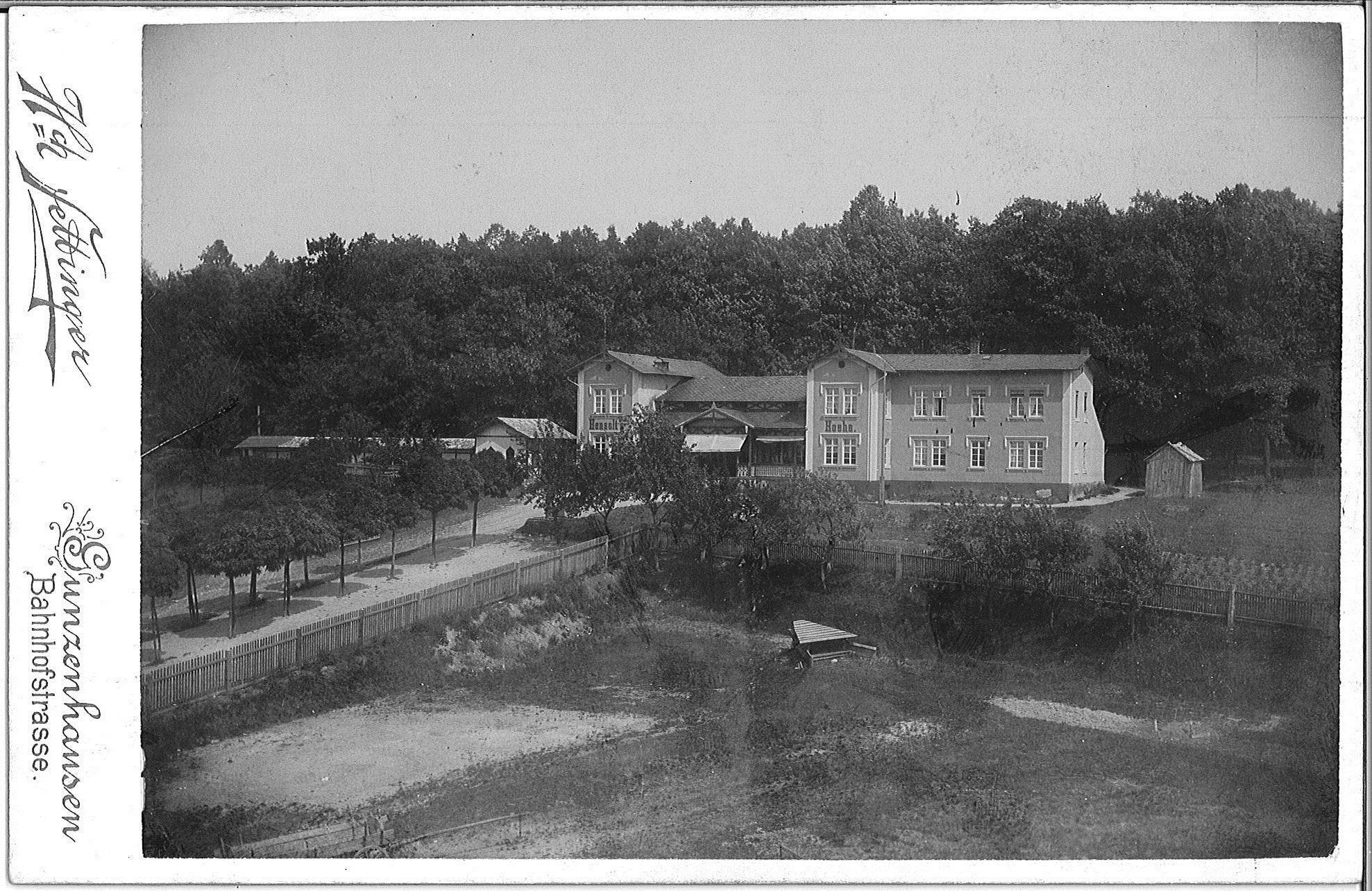
Die Ausflugsgaststätte Hensoltshöhe im Jahr 1905

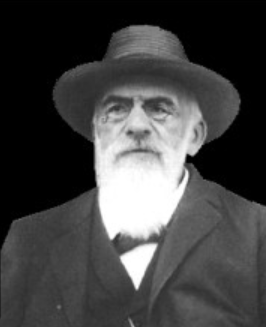
Ernest Mehl, Gründungsmäzen der Hensoltshöhe

Im Jahr 1903 erwarb Ernest Mehl, technischer Direktor der Augsburger Kammgarnspinnerei, das zum Verkauf stehende Ausflugslokal Hensoltshöhe am damaligen östlichen Stadtrand von Gunzenhausen. Mehl war evangelisch-christlich geprägt und hatte schon in dem von ihm verantworteten Unternehmensbereich der Spinnerei in Augsburg für damalige Zeiten fortschrittliche soziale Einrichtungen für die Absicherung und Stellung der Arbeiter und Angestellten des Unternehmens geschaffen.
Das Grundstück der ehemaligen Gaststätte Hensoltshöhe in Gunzenhausen erwarb Mehl mit dem Ziel, dort ein christlich geprägtes Erholungsheim und ein christliches Zentrum in Mittelfranken zu gründen. Neben der Gaststätte errichtete er einen dreistöckigen Neubau, der ab 1905 auch einige Jahre als Erholungshaus genutzt wurde. In die Räume der ehemaligen Gastwirtschaft lud Ernest Mehl ab Sommer 1905 zu Glaubenskonferenzen und Bibelkursen ein. Zusätzlich kam es 1909 zur Gründung einer eigenen diakonischen Institution namens „Hensoltshöhe“, die selbst und im eigenen Namen Diakonissen-Anwärterinnen aufnahm und ausbildete. Im Mai 1909 wurde die erste Diakonisse aufgenommen.

### 1910 bis 1933
im Jahr 1910 hatte die Hensoltshöhe schon 24 eigene Anwärterinnen. Die Diakonissen arbeiteten zunächst in der örtlichen und überörtlichen Krankenpflege, versuchten aber von Anfang an auch, missionarisch in ihrem Umfeld zu wirken, und gestalteten hierfür christliche Mädchen- und Frauenkreise. Ab 1914 wurde auch Kindergartenarbeit geleistet, und es kam die Pflege der Kriegsverletzten des Ersten Weltkriegs hinzu. Die erste Oberin des Mutterhauses Hensoltshöhe war Schwester Anna Kolitz aus dem Stamm-Mutterhaus in Vandsburg, die diese Position von 1909 bis 1954 innehatte. 1919 erhielt die Hensoltshöhe mit Pfarrer Ernst Keupp ihren ersten Rektor.
Korrespondierend zu dem schnellen personellen Wachstum (1929: 750 Diakonissen) nahm das Mutterhaus in rascher Folge weitere Aufgaben an:
- 1919: Beginn der Schultätigkeit; Übernahme der Trinkerheilstätte Haus Immanuel Hutschdorf, heute Fachklinik für suchtkranke Frauen.
- 1920: Beginn der christlichen Freizeitarbeit; Gründung der Blättermissionsarbeit in Nürnberg, Vorläufer der heutigen Stiftung Marburger Medien.
- 1921: Zusammenschluss von pietistischen Gemeinschaftskreisen zum Hensoltshöher Gemeinschaftsverband (HGV e. V.), seit 2006 ein Teil des Bund evangelischer Gemeinschaften.
- 1925: Aussendung der ersten Hensoltshöher Diakonisse zur Missionsarbeit in China.
- 1927: Gründung verschiedener Seminare (z. B. für Wirtschaftslehrerinnen und Handarbeitslehrerinnen) und eines Kindergärtnerinnen- und Hortnerinnen-Seminars, heute Fachakademie für Sozialpädagogik.

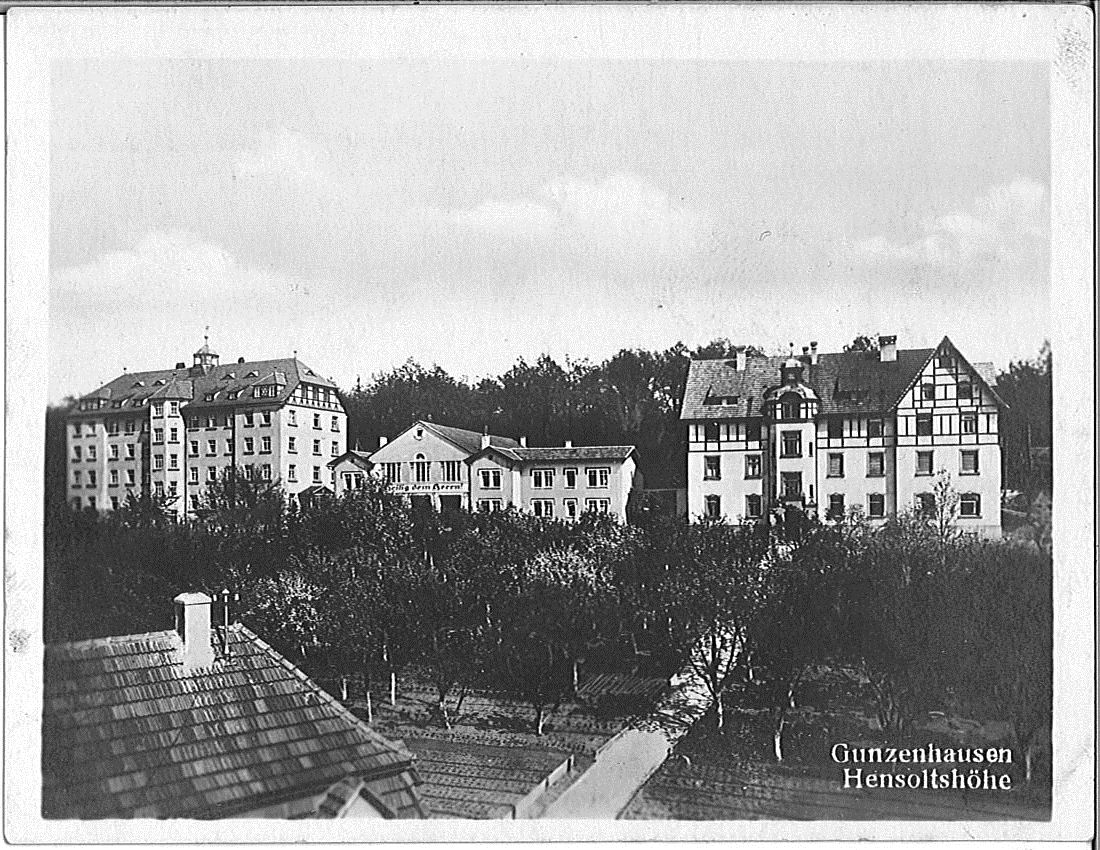
Die Hensoltshöhe ca. 1930

In den 1920er Jahren erwarb die Hensoltshöhe mehrere Landwirtschaften und nutzte sie zur Eigenversorgung ihrer Einrichtungen. In Gunzenhausen und andernorts erweiterte sie ihre Liegenschaften ständig. Im Mutterhaus betrieb sie eine Großküche sowie für die eigenen Bedürfnisse eine eigene Metzgerei, Bäckerei und Wäscherei. Sie beschäftigte eigene Handwerker (Schuster, Schlosser, Elektriker, Maurer, Schreiner) in teils eigenen Werkstätten, in denen auch Lehrlinge ausgebildet wurden.

### 1933 bis 1945
Während der Zeit des Nationalsozialismus versuchte die Hensoltshöhe, ihr religiöses Leben und ihre schulischen und pflegerischen Einrichtungen in ihrem christlich geprägten Sinn gegen den Druck des NS-Regimes, insbesondere mediale Propaganda und die institutionalisierte Gleichschaltung, weiterzuführen. In vielerlei Hinsicht gelang dies, aber nicht vollständig. Zeitweise wurde eine unkritische Nähe zum Regime gesucht, um das Überleben des Werks zu sichern. Obwohl kirchenpolitische Neutralität angestrebt wurde, schlossen sich Rektor Keupp und leitende Mitarbeiter zeitweise den Deutschen Christen an, weitere Mitarbeiter traten in NS-Organisationen ein und arbeiteten dort aktiv mit. NS-Prominenz besuchte die Hensoltshöhe wiederholt und wurde dort empfangen.
Zwischen 1939 und 1942 veranlassten die nationalsozialistischen Behörden die Schließung aller Schulen und Seminare der Hensoltshöhe. Zu Beginn des Zweiten Weltkriegs wurde ein großer Teil des Gebäudekomplexes in Lazarette umfunktioniert, in denen Diakonissen Kriegsverletzte pflegten.

### 1945 bis 2016

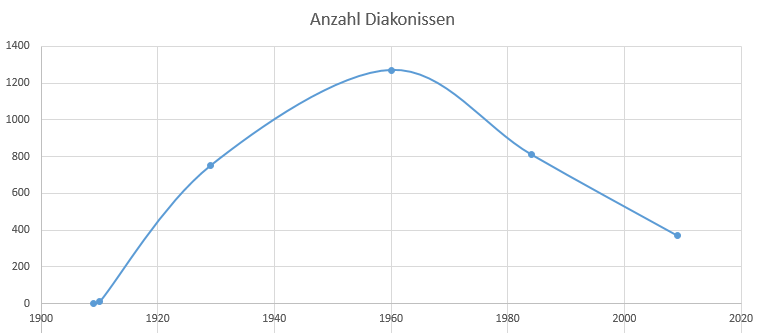
Anzahl der Diakonissen der Hensoltshöhe

Nach Ende des Zweiten Weltkriegs nahm die Hensoltshöhe ihren früheren Betrieb voll wieder auf. Teile ihres Verhaltens während der NS-Diktatur wurden später als politischer Irrweg eingestanden. Der Rektor Pfarrer Ernst Keupp musste zurücktreten.

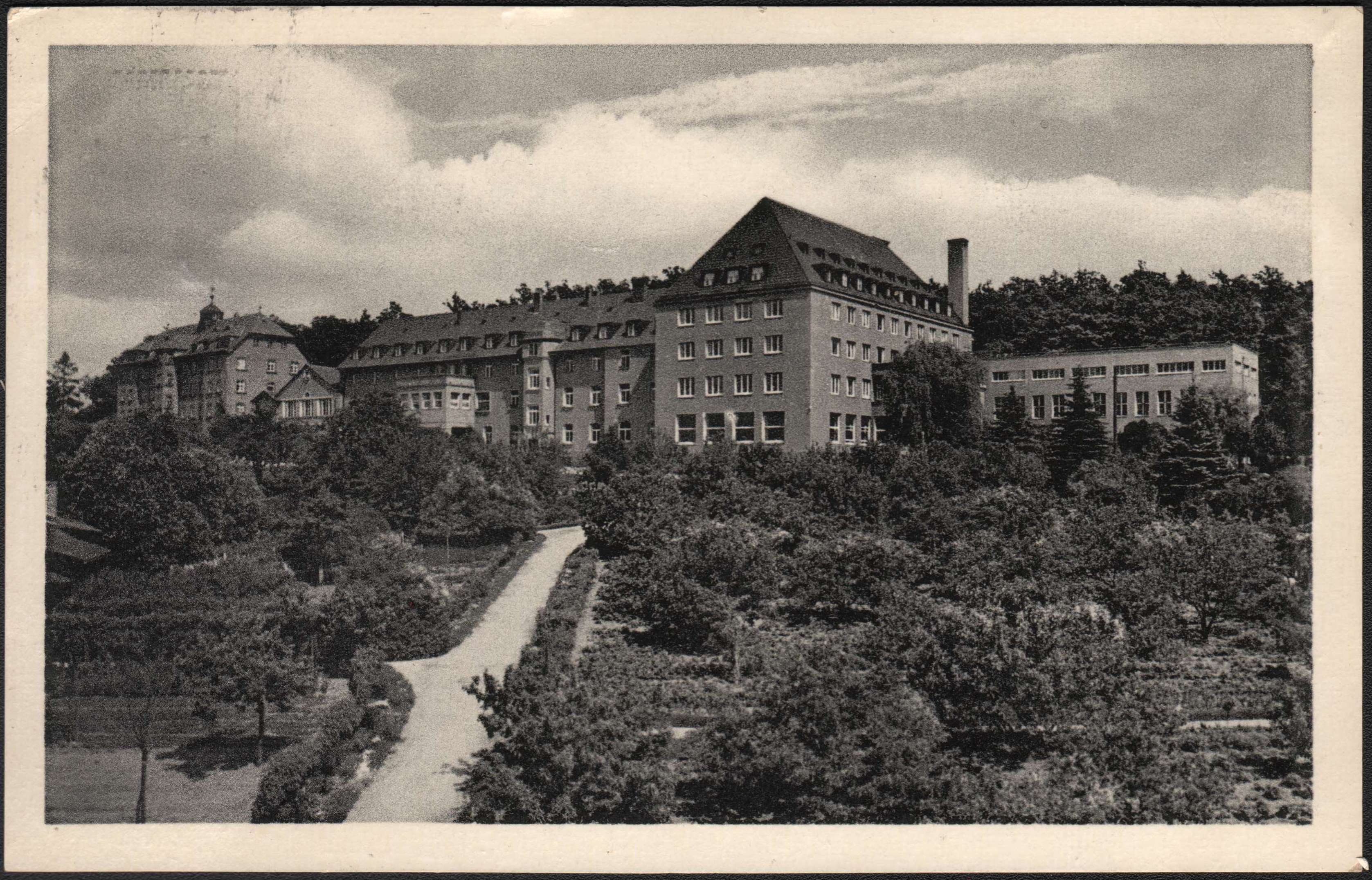
Das Diakonissen-Mutterhaus, ca. 1955

Die Zahl der Diakonissen der Hensoltshöhe wuchs bis Ende der 1950er Jahre kräftig (1960: 1266 Diakonissen), in ihrer Tracht waren sie im Stadtbild Gunzenhausens sehr präsent. Seitdem sinkt ihre Zahl aber (1984: 910, 2009: 370). Die Einrichtungen der Hensoltshöhe benötigen dementsprechend zunehmend auch herkömmliche Angestellte zur Verrichtung der anfallenden Arbeiten. Bestimmte Tätigkeitsfelder, etwa die gemeindliche Krankenpflege und der Dienst in Krankenhäusern, wurden aufgegeben. In den 1980er Jahren wurden die eigene Metzgerei und Bäckerei geschlossen.

### Seit 2016

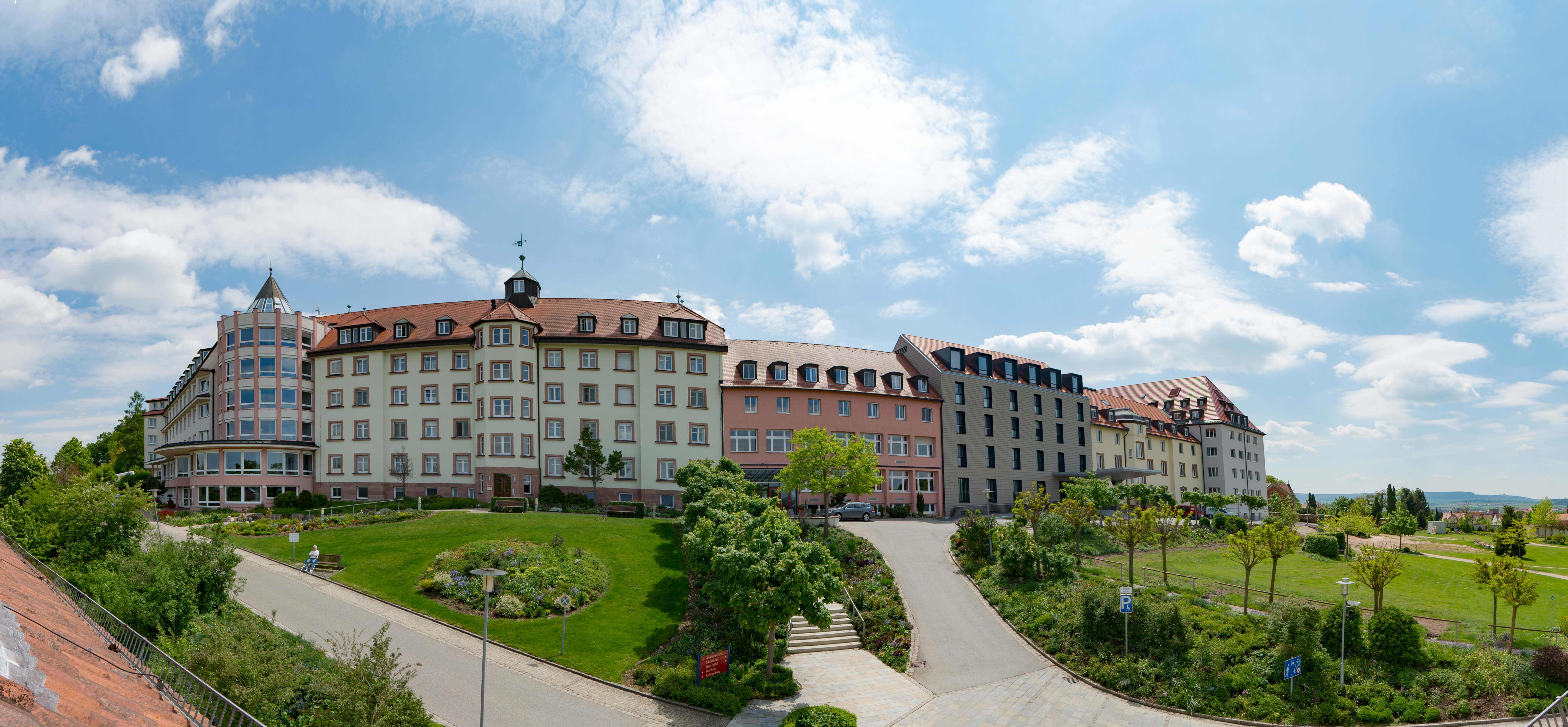
Panorama der Hensoltshöhe

Im Jahr 2016 wurde die Stiftung „Stiftung Hensoltshöhe“ gegründet, die die Zielsetzungen und den Auftrag des Gemeinschafts-Diakonissen-Mutterhauses Hensoltshöhe übernahm und fortführt. Die Schwesternschaft ist damit ein Teil der Stiftung Hensoltshöhe.

## Inhaltliche Ausrichtung
Allgemein wird das diakonische Wirken als christlich motivierter Dienst am Menschen und damit als Einladung zur Befassung mit Religions- und Glaubensfragen gesehen. So wird der Dienst am Menschen auch als ein Schritt der Erfüllung des verkündenden und missionarischen Auftrags verstanden.
Die sich verringernde Anzahl von Diakonissen führte in den vergangenen Jahrzehnten dazu, dass Angestellte und ehrenamtlich Tätige Arbeitsbereiche der Diakonissen übernahmen. Während das Wirken der Diakonissen unter dem Leitspruch „Vom Evangelium bewegt, mit Jesus zu den Menschen“ erfolgte, wird die Arbeit heute unter dem 2016 ins Leben gerufenen Leitspruch „Wo Himmel und Leben sich berühren“ fortgeführt.

## Geistliches Angebot
Das geistliche Angebot der Hensoltshöhe umfasst
- in der landeskirchlichen Organisationsform dasjenige einer herkömmlichen Kirchengemeinde, sie bietet Seelsorge an, hält Gottesdienste und nimmt Taufen, Trauungen und Beerdigungen vor,
- verschiedene regelmäßige Gelegenheiten – in der Regel wöchentliche Treffen verschiedener Gruppen, an denen Interessierte teilnehmen können,
- außerordentliche Anlässe. Sie umfassen Konferenzen – mit teilweise über tausend Teilnehmern – zu religions- und kirchennahen Themen,[6] Seminare, Studientage und musikalisch geprägte Veranstaltungen.

Die von der Hensoltshöhe betriebenen Einrichtungen praktizieren die Religionsausübung, laden dazu ein oder bieten die Möglichkeit dafür.

## Einrichtungen heute
Die Stiftung Hensoltshöhe betreibt die nachfolgenden Einrichtungen.

### Geistliches Zentrum der Stiftung Hensoltshöhe
Das geistliche Zentrum der Stiftung Hensoltshöhe ist eine landeskirchliche Einrichtung in der Evangelischen Landeskirche Bayern. Als solches steht es organisatorisch und finanziell parallel zu den örtlichen Kirchengemeinden, namentlich der Evangelischen Kirchengemeinde Gunzenhausen. Es nimmt die geistlichen Verpflichtungen der Stiftung Hensoltshöhe wahr. Hierfür hat es – größtenteils auch öffentlich genützte – Versammlungs- und Seminarstätten.

### Diakonissen-Mutterhaus der Stiftung Hensoltshöhe
Das Mutterhaus in Gunzenhausen in der Hensoltstraße ist das organisatorische und geistige Zentrum der Schwesternschaft der Stiftung Hensoltshöhe. Es ist auch das Wohngebäude vieler Diakonissen mit entsprechenden Einrichtungen. Das Diakonissen-Mutterhaus wurde im Jahr 2016 von Nürnberger Architekten Niederwöhrmeier + Kief umgebaut und modernisiert.

### Krippe, Kindergarten, Hort
Im „Familienzentrum Sonnenhof“ unterhält die Hensoltshöhe eine Kinderkrippe, einen Kindergarten und einen Hort. Das Familienzentrum hat weitere Angebote für Familien.

### Realschule und Fachakademie
Die Hensoltshöhe ist Träger der „Realschule Hensoltshöhe“, die seit 1. August 2019 nicht mehr „Mädchenrealschule Hensoltshöhe“ heißt. Sie ist eine Realschule, die Jungen und Mädchen die Ausbildung von der 5. bis zur 10. Klasse ermöglicht. Im Leitbild der Schule wird auf das Evangelium und christliche Werte abgestellt. Die Realschule hat (Stand 2024) 340 Schülerinnen und Schüler in 13 Klassen.
Die „Fachakademie Hensoltshöhe“ vermittelt den Studierenden Fachkenntnisse in verschiedenen sozialpädagogischen Arbeitsfelder in Theorie und Praxis und ermöglicht den Erwerb des Abschlusses zum staatlich anerkannten Erzieher. Die Fachakademie steht Männern und Frauen unabhängig von deren religiöser Bindung offen. Sie bezieht sich aber wie die Realschule auf ein christliches Gottes- und Menschenbild. Die Fachakademie hat (Stand 2017) 275 Studenten und knapp 30 Lehrkräfte.

### Klinik
In der „Altmühlseeklinik Hensoltshöhe“ werden die Indikationsbereiche Orthopädie, Onkologie, Psychosomatik, Herz- und Kreislauferkrankungen und Innere Medizin im Rahmen von Rehabilitationsmaßnahmen behandelt. Darüber hinaus werden Vorsorge- und Kurangebote für selbstzahlende Patienten angeboten. Die Klinik hat 120 Betten in Einzelzimmern.

### Altenheim
Die Hensoltshöhe unterhält in Nürnberg ein Altenheim in einem barrierefreien Gebäude mit 68 Einzelzimmern und sieben Doppelzimmern. Vorrangig aufgenommen werden Menschen in vollstationärer oder Kurzzeitpflege sowie in gerontopsychiatrischer Pflege.

### Gästehäuser am Ammersee und im Allgäu
In Riederau am südwestlichen Ammerseeufer besitzt die Hensoltshöhe die sog. „Ammerseehäuser“. Es sind zwei benachbarte Häuser in Gartenanlagen in Seenähe. Tagungsräume sowie eine Kapelle für Andachten sind vorhanden. Die Ammerseehäuser haben 41 Zimmer unterschiedlicher Größen und einige Appartements.
In Sulzberg-Moosbach im Allgäu am Rottachsee südlich von Kempten betreibt die Hensoltshöhe das sog. „Christliche Gästehaus AllgäuWeite“. Das Gästehaus hat 73 Zimmer und einige Appartements.

## Veröffentlichungen, Buchhandlung
Die Hensoltshöhe gibt die etwa alle vier Monate erscheinende Zeitung Mittendrin heraus, die auch über ihre Website online zugänglich ist. Sie bietet auch Predigt- und Vortragsmitschnitte zum Download an.
Auf dem Gelände der Stiftung Hensoltshöhe ist eine Filiale der Francke-Buchhandlung eingerichtet, die christlich orientierte Literatur anbietet.

## Rechtliche Struktur
Bis Mitte 2016 waren das Diakonissen-Mutterhaus Hensoltshöhe und viele der Einrichtungen der Hensoltshöhe rechtlich unselbstständige Teile des Deutschen Gemeinschafts-Diakonieverbands DGD e. V. in Marburg.
Im Jahr 2016 wurden praktisch gleichzeitig die Stiftung „Stiftung Hensoltshöhe“ und die gemeinnützige GmbH „Stiftung Hensoltshöhe gGmbH“ gegründet. Die Stiftung ist Gesellschafterin der gGmbH. Sowohl Stiftungsvorstand als auch Geschäftsführung der gGmbH sind Pfr. Wolfgang Becker, Diakonisse Marion Holland und Burkhard Weller. Die gGmbH ist heute der formalrechtliche Träger der meisten Einrichtungen der Hensoltshöhe.

## Liegenschaften
Die Hensoltshöhe nützt unter anderem die folgenden Liegenschaften:
- Gunzenhausen Hensoltstraße: Auf einem etwa vier Hektar großen Gelände längs der Hensoltstraße und dem Westrand des Burgstallwaldes liegen das Mutterhaus, die Altmühlseeklinik, Konferenzsäle und Versammlungsstätten und die Francke-Buchhandlung. Das Areal ist parkartig angelegt.
- Gunzenhausen Lindleinswasenstraße: Das Gelände liegt einen knappen Kilometer östlich des Geländes an der Hensoltstraße und misst etwa 1,5 Hektar. Hier liegen die Mädchenrealschule, die Fachakademie und Krippe, Kindergarten und Hort.
- Büchelberg: Im Dorf Büchelberg ca. fünf Kilometer nördlich Gunzenhausens unterhält die Hensoltshöhe ein sogenanntes Feierabendhaus für nicht mehr berufstätige Diakonissen.
- Ammersee und Allgäu: Dort liegen die oben genannten Gästehäuser.
- Nürnberg: Ein Altenheim in einem barrierefreien Gebäude.

## Mitgliedschaften, Netzwerk
Die Stiftung Hensoltshöhe ist Mitglied folgender Verbände und Vereine:
- Evangelischer Gnadauer Gemeinschaftsverband e. V.,[19]
- Deutscher Gemeinschafts-Diakonieverband DGD e. V.[17],
- Diakonisches Werk Bayern e. V.

Die Stiftung Hensoltshöhe unterstützt folgende Vereinigungen:
- Hensoltshöher Gemeinschaftsverband (HGV): Der HGV wurde im Jahr 1921 gegründet.[20] Maßgeblich an der Gründung beteiligt war der damalige Rektor des Mutterhauses Hensoltshöhe. Heute ist der HGV ein Zusammenschluss von etwa 65 landeskirchlichen evangelischen Gemeinschaften in Bayern. Zu deren Gottesdiensten, Hauskreisen, Frauen-, Männer- und Jugendgruppen kommen wöchentlich etwa 5000 Christen.[21] Die Gemeinschaften des Hensoltshöher Gemeinschaftsverbandes unterhalten fünf Kindergärten. Eine dieser Gemeinschaften befindet sich in Gunzenhausen,[22] sodass dort drei evangelische Organisationen tätig sind: die evangelische Kirchengemeinde, die Stiftung Hensoltshöhe und die Landeskirchliche Gemeinschaft Gunzenhausen. Das Zusammenwirken zwischen der evangelischen Kirchengemeinde und der landeskirchlichen Gemeinschaft ist durch eine regionale Vereinbarung geregelt.[23]
- Bayerische Sektion des „Entschieden für Christus“[24]
- Stiftung Therapeutische Seelsorge[25]
- Projekt Lebenstraum des Wir unterwegs e. V.[26]